# Strandkämpar
Strandkämpar (Plantago coronopus) är en växtart i familjen grobladsväxter. 